# Benagera
Benagera (en castellà i oficialment, Benachera) és un mas del terme de Lludient, a la comarca de l'Alt Millars, País Valencià. Situat a uns cinc quilòmetres a l'oest del cap municipal, és una de les poques masies que continuen habitades. Així doncs, el 2015 s'hi comptaven 16 veïns. Aquesta xifra, però, dista molt de les 57 persones registrades a Benagera el 1940.
Diversos autors coincideixen en assegurar que el topònim del mas està relacionat amb la família amaziga dels Banu Agar, que van deixar el nom del seu clan fossilitzat a altres indrets de la Península com Àger o Beniatjar. Així doncs, aquesta seria la prova del poblament del lloc des d'almenys l'època islàmica. Ara bé, el sacerdot i investigador valencià Andrés Monzó va descobrir cap al 1929 alguns estris de la civilització ibera en dos jaciments molt propers al mas, a l'anomenat Cabezo Royo de La Giraba i al Lazarollo o l'Azarroyo.
L'edifici més destacat de Benagera és l'ermita de santa Rosa de Lima, ubicada a l'est del nucli. De factura senzilla i reduïdes dimensions, presideix el temple la imatge de la titular ubicada dins d'una fornícula portàtil de fusta. A l'exterior de l'ermita, hi ha un piló petri amb un nínxol dins del qual es conserva un retaule ceràmic amb les imatges de la mateixa santa Rosa i de sant Vicent Ferrer.